# کلوور (کارولینای جنوبی)
کلوور(به انگلیسی: Clover) شهری در ایالت کارولینای جنوبی کشور ایالات متحده آمریکا است که جمعیت آن در سرشماری سال ۲۰۱۰ میلادی، ۵٬۰۹۴ نفر بوده‌است.